# Lobelia petiolata
Lobelia petiolata är en klockväxtart som beskrevs av Lucien Leon Hauman. Lobelia petiolata ingår i släktet lobelior, och familjen klockväxter. Inga underarter finns listade i Catalogue of Life.